# 芋堀藤五郎
芋堀藤五郎（いもほりとうごろう）とは、加賀国に存在したとされる民話上の人物。
山芋を掘って生計を立てる欲のない人物だったとされる。藤五郎が掘り出した山芋には砂金が付いていて、芋を洗った沢が「金洗いの沢」と呼ばれたことが、金沢という地名の由来とされる。また、金沢神社のそばにある金城霊澤が、この「金洗いの沢」であるとされている。
金沢市南部の山科には、芋堀藤五郎を祀る藤五郎神社がある。
｢いずみの｣泉野小学校三十年の歩みと地域発展の譜籍(平成4年、泉野小学校体育館改築記念事業実行委員会著)によると、里人の話から大乗寺の西にある二王塚が藤五郎の墓だととしている。